# Robert Micklitz
Robert Micklitz (24. února 1818 Slezské Pavlovice – 24. října 1898 Vídeň) byl rakouský zemský vrchní lesmistr, ministerský rada na rakouském ministerstvu orby (zemědělství), profesorem na Vysoké škole lesnické ve Vídni. Jako odborník na lesnictví psal odborné publikace.

## Životopis
Robert Micklitz se narodil do rodiny lesníka Františka Josefa Micklitze (1784–1860) a jeho manželky Anny Sophie Schnirchové (1792–1824). Jeho bratrem byl Julius Micklitze (1821–1885), který byl rovněž odborník na lesnictví. Po ukončení gymnázia v Opavě získal praktické zkušenosti z lesních revíru v různých oblastech v Rakousku, Prusku a také v Praze, Mimoň a Stráži pod Ralskem. V letech 1838 až 1840 studoval na Akademii lesnictví v dolnorakouském Mariabrunnu. V následujících letech až do roku 1852 pracoval jako úředník lesní správy, okresní lovčí, hlavní lesník. Byl jmenován druhým učitelem lesnické vědy na nově založené lesnické škole v Úsově. V roce 1855 odešel do lesnické školy v Bělé pod Bezdězem. Zde byl ředitelem školy až do roku 1859. Následně se vrátil do Úsova, kde byl ředitelem školy. V roce 1869 se škola přestěhovala do Sovince. V roce 1872 mu byla nabídnuta funkce vrchního lesníka s hodností ministerské rady na ministerstvu zemědělství, aby převzal řízení reorganizace rakouské státní správy lesů, která byla dříve pod finanční správou. V této funkci zřídil ředitelství lesů specializovanými pracovníky, představil systém nadlesních na nižší úrovni a zlepšil ekonomické a sociální postavení státních lesních úředníků prostřednictvím lepší odborné přípravy. Státní lesníci se dočkali rovnosti s jinými úředníky v hierarchii státní správy a lesní akademici dostali úplnou rovnoprávnost s ostatními profesními obory, které také vyžadovalo univerzitního vzdělání. V roce 1873 byly vydány rozsáhlá instrukce ke standardizaci lesnických zařízení v korunních zemích. Zvláštní význam přikládal zalesňování, zejména v krasové oblasti, a od roku 1878 dal lesnickým pracovníkům podrobné pokyny, jak pěstovat, ošetřovat a omlazovat osivo jakož i přirozenou regeneraci lesa prořezávkou. Kromě svého publikační činnosti byl také členem řady odborných komisí: Světové výstavní poroty (1873), ústřední komise pro regulaci daně z nemovitostí (1875–1880), o železničních tarifech (1982). V posledním roce své pedagogické činnosti (1875–1876) byl Robert Micklitz přednášejícím docentem pro lesní hospodářství a domácí lesnické vědy na Univerzitě přírodních zdrojů a aplikovaných věd o životě ve Vídni. Byl předsedou Státní zkušební komise pro lesy, komisařem pro teoretickou státní zkoušku na Univerzitě přírodních zdrojů a aplikovaných věd o živé přírodě a kandidátem na přípravu učitelů pro střední školy. Jako čestný člen různých klubů působil ve stáří. Zemřel 26. října 1898 a je pohřben v Hietzinger Friedhof ve Vídni. Jeho manželkou byla Františka Schweigerová.

## Dílo
Kromě jeho vlastních děl, jeho literární tvorba zahrnovala také práci v mnoha odborných časopisech, editoval různé časopisy, jako je lesní a lovecký kalendář pro Rakousko (do roku 1870), Centralblatt pro celý lesnický sektor (do roku 1877), který založil v roce 1875, nebo Rakouské měsíční lesnictví (1882).
- Úklid lesa: Prezentace lesního organismu podle jeho účelů a úkolů, v jeho zdůvodnění a účinnosti, se zvláštním ohledem na Rakousko, Vídeň 1859, revidováno Braumüller 1880
- Lesní plán pro Moravu a Slezsko, 1861
- Robert & Julius Micklitz: Osvětlení Preßlerových principů a pravidel racionálního lesního hospodáře provedené z praktického hlediska: současně důkaz částečně nesprávně nebo nevhodně vyvinutých lesních hodnot, které mají vliv, 1861
- Nařízení pro státní lesní zkoušky v Rakousku, podle nově vypracované na c.k. Forstakademie zu Mariabrunn a kriticky diskutováno, 1869

## Vyznamenání a pocty
- Rytířský kříž řádu Leopolda, udělovaný na konci roku 1884 s nejvyšším uznáním Jeho Veličenstva císaře Františka Josefa I.

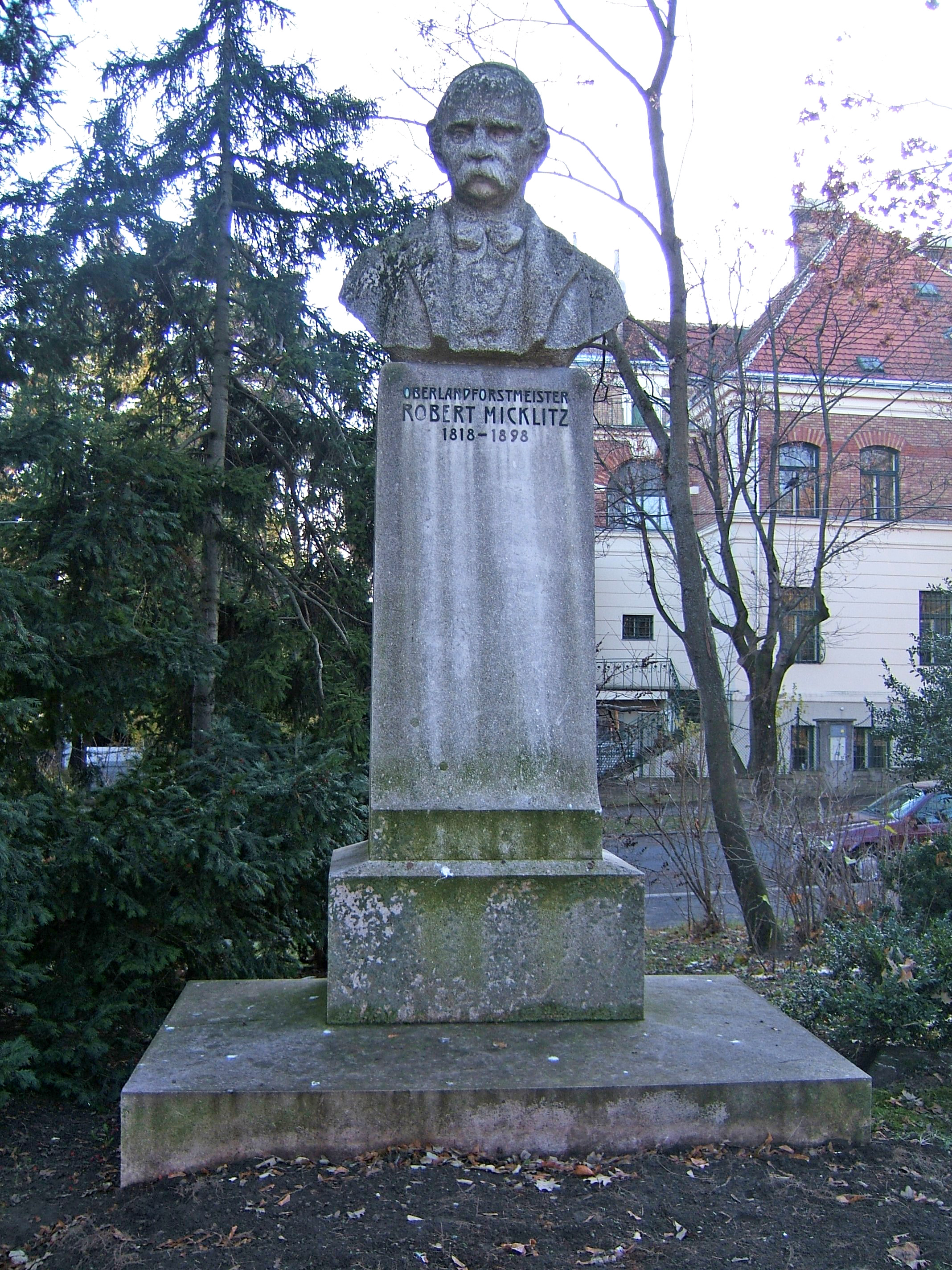
Busta Roberta Micklitze na Linnéplatz

- Busta Roberta Micklitze na Linnéplatz  V 16. květen 1908 [5] slavnostně otevřený památník ( Listeneintrag ) na Linnéplatz ve Vídni, přímo před hlavní budovou Univerzity aplikovaných věd Bronzová busta byla odstraněna a roztavena jako „kovová rezerva“ ve druhé světové válce. 26. září 1953 busta, nyní vyrobená z kamene, dokázala znovu zaujmout své staré místo, protože se zachovaly sádrové odlitky umělců Josefa Langera a Rudolfa Weyra. [6]